# الدوري الإنجليزي لكرة القدم 1921–22
الدوري الإنجليزي لكرة القدم 1921–22 (بالإنجليزية: 1921–22 Football League)‏ هو موسم من دوري كرة القدم الإنجليزي. فاز فيه نادي ليفربول.